# Sahat-kula u Gračanici
Sahat-kula u Gračanici je sahat-kula, koju je sagradio Ahmet-paša Budimlija.
Kula Gračanica pripada selu Baćindolu i Drežniku.

## Povijest
Sahat-kula u Gračanici je sagrađena u drugoj polovini 17. stoljeća, kao vakuf Ahmed-paše Budimlije, uz čije se ime veže izgradnja još nekoliko najznačajnijih urbanih, kulturnih i javnih objekata i sadržaja u Gračanici: Bijele džamije, mekteba, možda i hamam (javnog kupatila), te većeg broja dućana. Predanje kaže da se Sahat-kula, odmah nakon što je sagrađena, nagela ka sjeverozapadu i tako ostala da prkosi vremenu sve do dana današnjeg. Zbog toga su je prozvali "gračanički kosi toranj". Visoka je 27 metara i po tome je druga po visini u Bosni i Hercegovini, odmah poslije Sarajevske sahat-kule. Sahat-kula je više puta obnavljanja, a posljednji put je obnovljen krov, te postavljena četiri nova sata iz Austrije koja pokazuju točno vrijeme.

## Vanjske poveznice
- Sahat-kula